# The Green Organic Dutchman
The Green Organic Dutchman (TGOD) mit Hauptsitz in Mississauga, Ontario, ist ein am Canadian Securities Exchange (CSE) gelistetes Unternehmen der Cannabisindustrie. Der Börsengang, der am 2. Mai 2018 abgeschlossen wurde, war der bislang größte der Branche. TGOD hat eine geplante Produktionskapazität von 219.000 kg Cannabis pro Jahr und baut und betreibt Fabriken zur Cannabisproduktion und Verarbeitung in Ontario, Quebec, Jamaika und Dänemark im Ausmaß von insgesamt 1.643.600 Quadratfuß (ca. 152.700 Quadratmeter).
TGOD produziert Bio-zertifiziertes Cannabis und bietet auch Bio-Hanf-Produkte an. Das Unternehmen kaufte 2018 den Hanf-Produzenten HemPoland. HemPoland produziert CBD-Öle und CBD-Kosmetik unter der Marke CannabiGold.
TGOD schloss mit dem deutschen Konzern Symrise eine Vereinbarung zur Entwicklung von Cannabisgetränken.
Im August 2019 beantragte TGOD, dass die Aktien des Unternehmens auch am NASDAQ gehandelt werden können. Das Unternehmen plant zudem auch den Markteintritt in Deutschland.
Focus Online bezeichnet TGOD im Jahre 2019 als „viertgrößten Cannabis-Produzenten“ beziehungsweise „Kanadas Marihuana-Anbauer Nr. 4“.
Im Oktober 2022 beschlossen TGOD und BZAM Cannabis, ihre beiden Unternehmen zu verschmelzen. Gemeinsam sind im Jahr 2023 zumindest 100 Millionen kanadische Dollar Umsatz geplant.